# 克里格陨石坑
克里格陨石坑（Krieger）是位于月球正面风暴洋东部的一座小撞击坑，约形成于38-32亿年前的晚雨海世，其名称取自德国月面学家约翰·内波穆克·克里格（1865年-1902年），1935年该名称被国际天文学联合会正式接受。

## 描述
该陨坑西北和东北偏北分别毗邻较小的渥拉斯顿陨石坑和埃格斯特朗陨石坑、东面靠近更小的罗科陨石坑和鲁思陨石坑，碗状的托斯卡内利陨石坑则位于它的西南。克里格陨石坑的西侧和东南分别蜿蜒着阿里斯塔克斯月溪和普林茨月溪，西北连接了克里格月溪，它的南部延伸着阿里斯塔克斯月溪的另一条分支，而西南则分布有托斯卡内利断崖。该陨坑中心月面坐标为29°01′N 45°37′W / 29.02°N 45.61°W，直径22.87公里，深约1.85公里。
克里格陨石坑外观轮廓略多边形状，整体受磨损程度中等，南侧边缘上坐落了较小的范比斯布莱特陨石坑。该陨坑壁沿清晰、尖峭，内壁面较为平整，西侧坑壁上分布有一处小裂口，一条蜿蜒的小月溪从裂口处伸向了西北方。克里格陨石坑最大高出周边地形820米，坑内容积约328.46立方千米。坑底地表已被熔岩淹没，但表面仍上分布有许多小山丘。

## 附近的陨石坑
紧靠克里格陨石坑东侧边缘的二座小陨坑分别叫做罗科陨坑和鲁思陨坑，在被国际天文学联合会更名前罗科陨坑曾被称作克里格 D。
| 陨石坑 | 纬度    | 经度    | 直径   | 名称来源     |
| ------ | ------- | ------- | ------ | ------------ |
| 罗科   | 28.9° N | 45.0° W | 5 公里 | 意大利男性名 |
| 鲁思   | 28.7° N | 45.1° W | 3 公里 | 犹太女性名   |

附近的西南月表上分布有一些分别隶属属于阿里斯塔克斯月溪和普林茨月溪和沟壑，东南偏南更远处则坐落了哈宾杰山脉。

## 卫星陨石坑
按惯例，最靠近克里格陨石坑的卫星坑将在月图上以字母标注在它的中心点旁边。
| 克里格 | 纬度    | 经度    | 直径   |
| ------ | ------- | ------- | ------ |
| C      | 27.7° N | 44.6° W | 4 公里 |

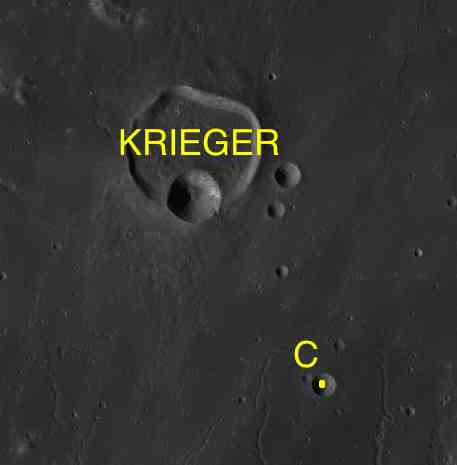
LAC-39 区域图

- 卫星坑克里格 B在1976年被国际天文学联合会更名为范比斯布莱特陨石坑；
- 卫星坑克里格 D在1976年被国际天文学联合会更名为罗科陨石坑。

## 另请参阅
- Andersson, L. E.; Whitaker, E. A. . NASA RP-1097. 1982.
- Blue, Jennifer. . USGS. July 25, 2007  [2007-08-05]. （原始内容存档于2018-12-25）.
- Bussey, B.; Spudis, P. . New York: Cambridge University Press. 2004. ISBN 978-0-521-81528-4.
- Cocks, Elijah E.; Cocks, Josiah C. . Tudor Publishers. 1995. ISBN 978-0-936389-27-1.
- McDowell, Jonathan. . Jonathan's Space Report. July 15, 2007  [2007-10-24]. （原始内容存档于2018-12-25）.
- Menzel, D. H.; Minnaert, M.; Levin, B.; Dollfus, A.; Bell, B. . Space Science Reviews. 1971, 12 (2): 136–186. Bibcode:1971SSRv...12..136M. doi:10.1007/BF00171763.
- Moore, Patrick. . Sterling Publishing Co. 2001. ISBN 978-0-304-35469-6.
- Price, Fred W. . Cambridge University Press. 1988. ISBN 978-0-521-33500-3.
- Rükl, Antonín. . Kalmbach Books. 1990. ISBN 978-0-913135-17-4.
- Webb, Rev. T. W.  6th revised. Dover. 1962. ISBN 978-0-486-20917-3.
- Whitaker, Ewen A. . Cambridge University Press. 1999. ISBN 978-0-521-62248-6.
- Wlasuk, Peter T. . Springer. 2000. ISBN 978-1-85233-193-1.